# Alles unter Kontrolle – keiner blickt durch
Alles unter Kontrolle – Keiner blickt durch (Originaltitel: Carry On… Up the Khyber) ist der 16. Film aus der britischen Carry-On-Filmreihe.

## Inhalt
Britisch-Indien, 1895: Wer den Hindukusch beherrscht, beherrscht die Wege zwischen Zentralasien und Indien. In der Nähe des Khyber-Passes als Grenze der von britischen Truppen besetzten Gebiete stehen sich der mächtigste Raja Nordindiens, der Khasi von Kalabar und der britische Gouverneur der nordwestlichen Grenzprovinz, Sir Sidney Ruff-Diamond, dessen Frau Lady Ruff-Diamond Gefallen am Khasi findet, gegenüber. Als Truppen steht dem Gouverneur das 3. Hochlandinfanterieregiment zur Verfügung.
Auf Grund der militärischen Lage sind beide gezwungen sich an den Status quo zu halten. Die Inder haben zwar eine zahlenmäßige Überlegenheit; es gibt aber das Gerücht, dass die Briten unbesiegbar sind, da sie unter ihren Kilts nichts weiter tragen. Dies entspricht auch der Tradition des Regiments, lediglich bei Kirchenbesuchen und Sportveranstaltungen mit anwesenden Damen sind Unterhosen erlaubt. Die britischen Soldaten werden daher auch als die Teufel in Röcken bezeichnet.
Als der Fürst Bungdit Din mit einem Begleiter den Khyber-Pass ins britische Kolonialgebiet überschreiten will, wird dieser gerade von Private James Widdle bewacht. Ein gewaltsamer Durchbruch erscheint beiden auf Grund des Rufes der Soldaten als zu gefährlich. Ein Brite, als typischer Souvenirjäger, lässt sich aber vermutlich mit einem schön gearbeiteten Schwert bestechen. Bei der praktischen Vorführung des Geschenks erleidet Widdle jedoch einen Ohnmachtsanfall. Bungdit Din wird klar, dass er die einmalige Gelegenheit hat, den Wahrheitsgehalt des Gerüchtes zu überprüfen. Er entdeckt die Unterhose des Privates und entwendet diese als Beweis.
Bei der Berichterstattung über den Vorfall durch Widdle und dessen direkten Vorgesetzten Sergeant Major Macnutt wird den Offizieren des Regiments und Sir Ruff-Diamond klar, welche Gefahr es bedeutet, wenn die Teufel in Röcken nicht mehr als unbesiegbar angesehen werden. Ein sofortiger Besuch beim Khasi zur Widerlegung verschlimmert die Angelegenheit jedoch noch, da beide Begleiter des Gouverneurs, sowohl Captain Keene als auch Sgt. Major Macnutt, ebenfalls Unterhosen tragen.
Nach seiner Rückkehr ordnet Sir Ruff-Diamond einen Appell des gesamten Regiments zur Feststellung von dessen Traditionsbewusstsein an. Lady Ruff-Diamond gelingt es dabei, versteckt ein Foto aufzunehmen, auf dem deutlich erkennbar ist, dass praktisch alle Soldaten Unterhosen tragen. Dieses Foto bringt sie zum Khasi und ist auch bereit, es diesem gegen gewisse Gefälligkeiten auszuhändigen. Doch zunächst brechen beide zum Palast von Bungdit Din nördlich des Khyber-Passes auf, wo der Khasi dort lebende, noch freie Stämme zur Unterstützung gegen die Briten gewinnen will. Als Reaktion auf den Appell ordnet der Gouverneur an, dass in Zukunft jeder Soldat, der eine Unterhose trägt, mit dem Kriegsgericht zu rechnen habe.
Von der Tochter des Khasi, Prinzessin Jehli, die sich zwischenzeitlich in Capt. Keene verliebt hat, erfahren die Briten von der Gefahr durch das Foto. Der Captain erklärt sich bereit, verdeckt in das feindliche Gebiet einzudringen, um das Foto und Lady Ruff-Diamond zurückzuholen. Zusammen mit Macnutt, Widdle und dem Missionar Bruder Belcher als Führer brechen sie auf, werden jedoch schon nach kurzer Zeit gefangen genommen und in den Kerker geworfen. Am Abend sollen sie hingerichtet werden. Um endlich in den Besitz des Fotos zu gelangen, will der Khasi auch Lady Ruff-Diamond hinrichten lassen. Mit Hilfe von Prinzessin Jehli gelingt jedoch allen die Flucht, wobei sie aber das Beweisfoto verlieren.
Durch das Foto gelingt es dem Khasi, die Stammesführer zu überzeugen. Als die Flüchtlinge den Khyber-Pass erreichen, erkennen sie bereits die ersten Konsequenzen. Durch eine kleine Gruppe unter Bungdit Din, die auf Grund besserer Ortskenntnisse den Pass schneller erreicht hat, wurde die dortige Einheit vernichtet. Es bleibt ihnen nur der Versuch, zur Residenz des Gouverneurs zu flüchten. Macnutt und Widdle, die zum Aufhalten der Hauptarmee des Khasi am Pass zurückgeblieben sind, können nichts ausrichten, da alle Waffen sabotiert wurden. Auch sie versuchen, zur Residenz zu kommen und erreichen diese nur Sekunden vor den Truppen des Khasi.
Macnutt soll im Auftrag des Gouverneurs die Verteidigung organisieren, während dieser seine Frau, die Prinzessin, Bruder Belcher sowie die Offiziere zu einem Dinner mit Kammermusik lädt. Während des Essens werden von den Anwesenden, bis auf den immer panischer werdenden Bruder Belcher, sämtliche Vorgänge um sie herum ignoriert und eher Termiten als Kanonenbeschuss für Gebäudeschäden verantwortlich gemacht.
Erst nachdem es den Angreifern gelungen ist, das Tor zur Residenz zu sprengen, begeben sich der Gouverneur und die Offiziere in den Hof, wo inzwischen der Nahkampf tobt. Dort können sie schnell erkennen, dass ihre Lage eigentlich aussichtslos ist. Daraufhin lässt Sir Ruff-Diamond die Kämpfe unterbrechen, seine Soldaten in einer Linie aufstellen und ihre Kilts bis in Schulterhöhe anheben. Der folgende Anblick führt dazu, dass die entsetzten Truppen des Khasi panikartig die Flucht ergreifen.

## Bemerkungen
Der Film ist eine breit angelegte Parodie der Geschichten Rudyard Kiplings über die heroischen Abenteurer in den weiter entfernten Außenbezirken des British Empire, hier also in Indien. Das Skript parodiert britische Manieren und Einstellungen, besonders in den letzten Sequenzen, bei denen die Briten ihr Abendessen einnehmen, während das Haus des Gouverneurs mit Kanonen beschossen wird. Die Briten weigern sich jedoch – selbst untereinander – zuzugeben, was los ist. Dies ist eine Allegorie auf die allmähliche Erosion des British Empire, das sich zu der Zeit, in die die Handlung des Films fällt, seinem Zenit näherte. Zur Zeit der Produktion des Films verlor das British Empire viele Kolonien, weil sie in die Unabhängigkeit entlassen wurden.
In Großbritannien gilt dieser Teil der Serie als der beste überhaupt – in einer Wahl des British Film Institute wurde der Film sogar auf den 99. Platz der besten 100 Filme des Jahrhunderts gewählt. Trotzdem war dieser der letzte Teil der Reihe, der je in Deutschland lief, er hatte erst am 15. Juli 1995 auf Super RTL seine deutsche Erstaufführung. Allerdings war dem Film kein großer Erfolg beschieden.
Die finale Szene wird als die am besten gelungene Einzelsequenz der Serie angesehen.
Prinzessin Margaret besuchte das Set während der Dreharbeiten. Als ihr ein kleiner schon fertiger Teil des Films gezeigt wurde, wo Sid James in seiner Rolle als Sir Sidney Ruff-Diamond einen Brief an Queen Victoria mit den Worten Dear Vicky… begann, soll die Prinzessin außer sich vor Wut gewesen sein.

## Zitate
- Khasi von Kalabar: Oh mein Kind, stell dir nur einmal vor, mitten im Kriegsgetümmel stehst du vor einem solchen Mann und sein großkarierter Rock wird dann vom Winde hochgetragen und er richtet sein großes, abscheuliches Bajonett auf dich.

## Auszeichnungen
Das British Film Institute wählte Alles unter Kontrolle im Jahre 1999 auf Platz 99 der besten britischen Filme aller Zeiten.

## Kritiken
- „Altbewährter Klamauk der „Carry On“-Serie, mit einigen Spitzen gegen britisches Weltmachtgehabe.“ – Lexikon des internationalen Films[1]

## Medien

### DVD-Veröffentlichung
- Alles unter Kontrolle – Keiner blickt durch. Vom Ist-ja-irre-Team. MMP/AmCo 2006